# Philadelphus x purpureomaculatus
Philadelphus x purpureo-maculatus er en krydsning af Philadelphus x lemoinei og Philadelphus coulteri og opstod i 1902 . Væksten består af oprette hovedskud og tæt forgrenede, lidt overhængende sideskud. Den kaldes også Philadelphus 'Belle Etoile'.

## Beskrivelse
Barken er først lysegrøn, så lysebrun og med tiden næsten sortbrun. Knopperne er modsatte, små og ægformede. Bladene er ægformede til ovale med næsten hel rand. Oversiden er græsgrøn, mens undersiden er lyst grågrøn. 
Blomstringen sker i juni-august. Blomsterne sidder enkeltvis eller op til 3 sammen i bladhjørnerne. De er regelmæssige og 4-tallige med hvide kronblade, der har en rød plet på den nederste fjerdedel. Hybriden sætter normalt ikke frugt.
Da planten udelukkende bliver formeret ved stiklinger, har den altid et trævlet rodnet. Blomsterne dufter svagt, men behageligt.
Højde x bredde og årlig tilvækst: 1,50 x 1,50 m (25 x 25 cm/år).

## Hjemsted
Krydsninger har intet økologisk hjemsted. Denne er opstået i den franske planteskole Lemoine.

## Anvendelse
Busken er lav og forholdsvis langsomtvoksende. Det gør den meget anvendelig i forgrunden af busketter. Desuden kan den bruges enligt eller mellem andre planter til afskæring.